# جنوب شرق بولتون (دائرة انتخابية في المملكة المتحدة)
جنوب شرق بولتون  (بالإنجليزية: Bolton South East)‏ هي إحدى الدوائر الانتخابية في المملكة المتحدة الممثلة في مجلس العموم في برلمان المملكة المتحدة.
عضو البرلمان الذي يمثلها حالياً هو :Dr Brian Iddon (Lab).